# Буковинський університет
Буковинський університет — приватний вищий навчальний заклад у місті Чернівці.
Включений до державного реєстру в 1995. За денною і заочною формами в університеті навчається понад 2,5 тисячі студентів. Ректор — Маниліч М. І.
Навчально-наукову роботу забезпечує викладацький корпус, який складається зі 170 професорів, доцентів, викладачів, спеціалістів-практиків. Має власне друковане фахове видання, затверджене ВАК України «Збірник наукових праць. Економічні науки».
В Буковинському університеті функціонує 3 факультети (економічний, юридичний, комп'ютерних систем і технологій), аспірантура, коледж, відділення загальноосвітньої підготовки.
Університет має чотири власних навчальних корпуси, бібліотеку з книжковим фондом понад 35 тисяч примірників, студентські кафе, комп'ютерні лабораторії, дискотеку.
За рейтингом серед вищих навчальних закладів України приватної форми власності Буковинський університет занесено до «Золотої книги української еліти». Заклад є постійним учасником Міжнародної виставки «Сучасна освіта в Україні» та отримав дипломи Міністерства освіти і науки України «За вагомий внесок у організацію освіти України», «За швидкі темпи розвитку матеріально-технічної бази», «За видання підручників і навчальних посібників нового покоління», «За презентацію досягнень і впровадження педагогічних інформацій у національний освітній простір».